# Maurizio Lauzi
Maurizio Lauzi (Varese, 11 novembre 1969) è un cantautore italiano, figlio di Bruno Lauzi.

## Biografia
Fin da piccolo appassionato di musica, iniziò la sua carriera discografica nel 1983, con l'incisione del brano Stelle azzurre, sigla di Calcio Serie A, trasmissione delle sintesi del campionato di calcio; il brano divenne poi un 45 giri inciso per la Fonit Cetra. Nel 1986 debuttò dal vivo affiancando il padre a Sestri Levante, presentando due canzoni (Sogni d'oro e In due). La sua carriera proseguì come solista del gruppo Viva, che incideva per la Virgin Records. Nel 1989 il gruppo partecipò, in qualità di vincitore per l'Italia di un concorso della Yamaha Music Foundation, alla finale di Tokyo, e si aggiudicò un riconoscimento speciale della critica. Nel 1993 esce l'album d'esordio, e la band partecipa ad Un disco per l'estate, condotto da Pippo Baudo. Gli altri componenti erano Antonio Baldassarre (chitarra), Enzo Romano (basso) Massimo Facchini (tastiere), Paola Bertassi (sax), Elena Nastasi (tromba), Stefania Galli (trombone) e Diego Baschiera (batteria).
Lauzi conquistò una certa notorietà a livello nazionale nella seconda metà degli anni novanta, grazie a due partecipazioni da solista al Festival di Sanremo, nel 1996 con Un po' di tempo (che è anche il titolo del suo primo album prodotto dalla Sony) e nel 1997 con Il capo dei giocattoli, che gli valse il Premio Lunezia Nuove Stelle come miglior testo, benché entrambi i brani non fossero stati apprezzati dalle giurie popolari. Il suo secondo album altro non è che un repackaging del precedente, con l'aggiunta della nuova canzone.
Nel 1995 aveva già partecipato al Festival come corista dell'orchestra RAI,: sua è la voce nel rap della sigla Perché Sanremo è Sanremo di Pippo Caruso, direttore della stessa Orchestra per quell'edizione del Festival, eseguita per la prima volta proprio in quell'occasione. Quindi, aveva partecipato a Sanremo Giovani con la canzone Stella di Roma, mediante la quale ha ottenuto il diritto a gareggiare l'anno seguente .
In seguito si dedica a esibizioni dal vivo, cantando e suonando pianoforte e tastiera.

## Discografia

### Da solista
- 1983 - Stelle azzurre (45 giri)
- 1996 - Un po' di tempo (ripubblicato l'anno successivo con l'aggiunta del brano sanremese)
- 1997 - Il capo dei giocattoli (CD singolo)

### Con i Viva
- 1993 - Viva